# 科氏斯坦達脂鯉
科氏斯坦達脂鯉（学名：Steindachnerina corumbae），為輻鰭魚綱脂鯉目脂鯉亞目無齒脂鯉科的其中一個種。分布於南美洲巴西巴拉那河上游流域，體長可達11.7公分，棲息在底層水域。生活習性不明。